# 山中健
山中 健（やまなか けん、1950年（昭和25年）2月24日 - ）は、日本の政治家。元兵庫県芦屋市長（4期）、元芦屋市議会議員（6期）。

## 来歴
滝川高等学校卒業。1973年（昭和48年）3月、京都産業大学経営学部卒業。同年4月、日興證券株式会社に就職。1977年（昭和52年）9月、衆議院議員の秘書となる。
1979年（昭和54年）、芦屋市議会議員選挙に初当選。新自由クラブの党員として活動した。1991年（平成3年）、1992年（平成4年）、1995年（平成7年）と通算3期議長を歴任した。
2003年（平成15年）の芦屋市長選挙で初当選。6月11日、市長に就任。2019年（平成31年）の市長選は出馬せず4期で引退。2020年、旭日中綬章受章。

## 政策・主張
- 2016年（平成28年）7月1日、全国一厳しいと言われる「屋外広告物条例」を施行。なお市役所の市章について、市は屋外広告にあたるとして撤去の方針を示したが、市民らから反対意見が相次いだことで適用除外とされた[6]。